# Pontia daplidice
Pontia daplidice, vulgarmente llamada blanquiverdosa, es una mariposa de unos cuatro centímetros de envergadura, hembras mayores que los machos, de anverso blanco con manchas negras y reverso oro verde, blanco y amarillo, y con dimorfismo sexual. Pertenece a la familia Pieridae, fue descrita por Carlos Linneo en 1758.
Es una mariposa que se distribuye por África, Europa y Asia, y que vuela en una gran variedad de hábitat y altitudes, aunque preferentemente en lugares cálidos y secos. Con un marcado carácter migratorio.
Su estado de conservación no reviste preocupación y no se encuentra incluida en la Lista roja de la UICN ni en el Atlas y libro rojo de los invertebrados amenazados de España.

## Descripción
Las hembras miden entre 4,2 y 4,3 cm de envergadura y los machos entre 3,8 y 4,1. El anverso o cara superior de las alas es blanco con manchas negras. El reverso es de color blanco las anteriores y oro verde con nerviación amarilla las posteriores.

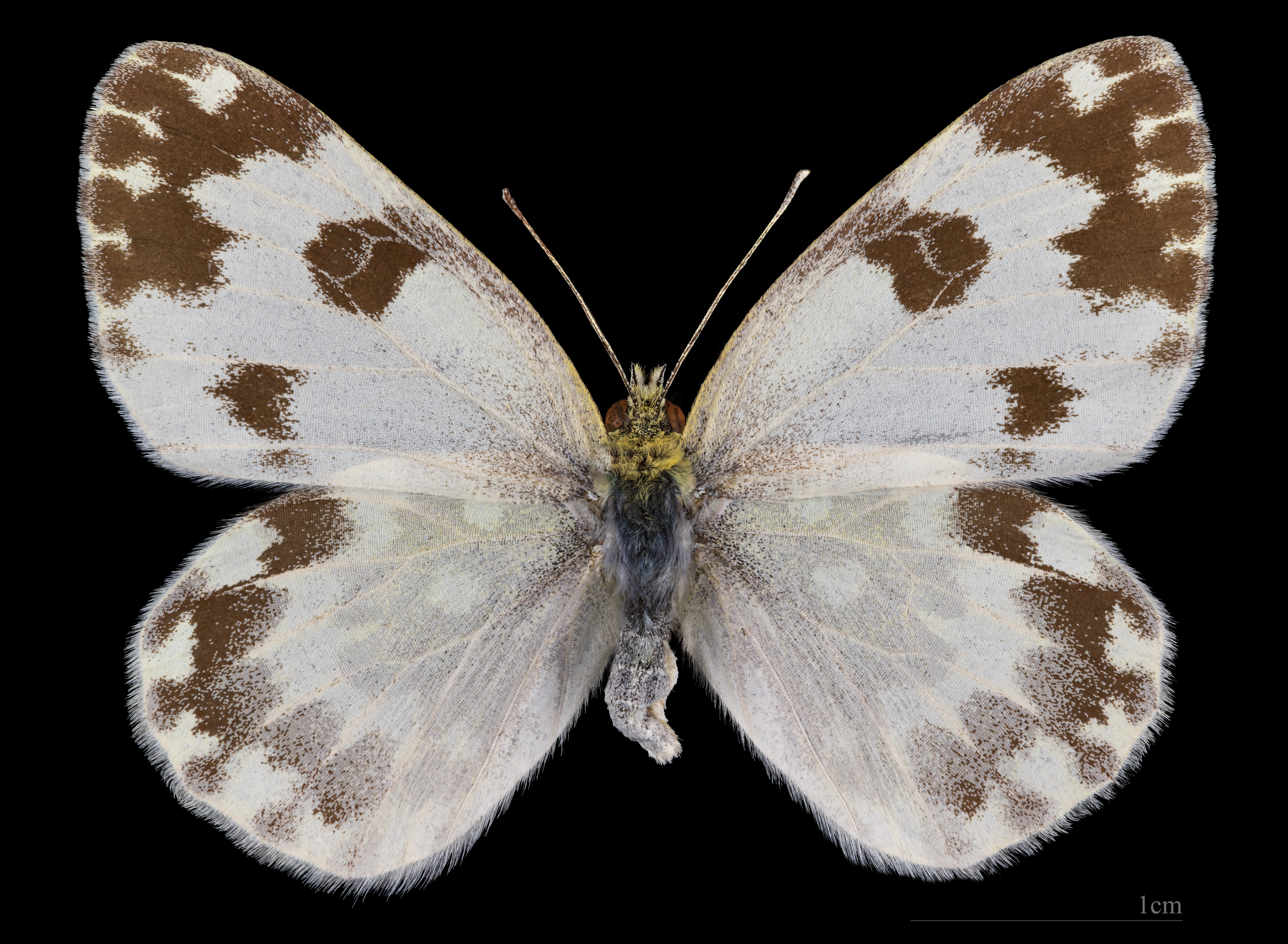
Pontia daplidice ♀
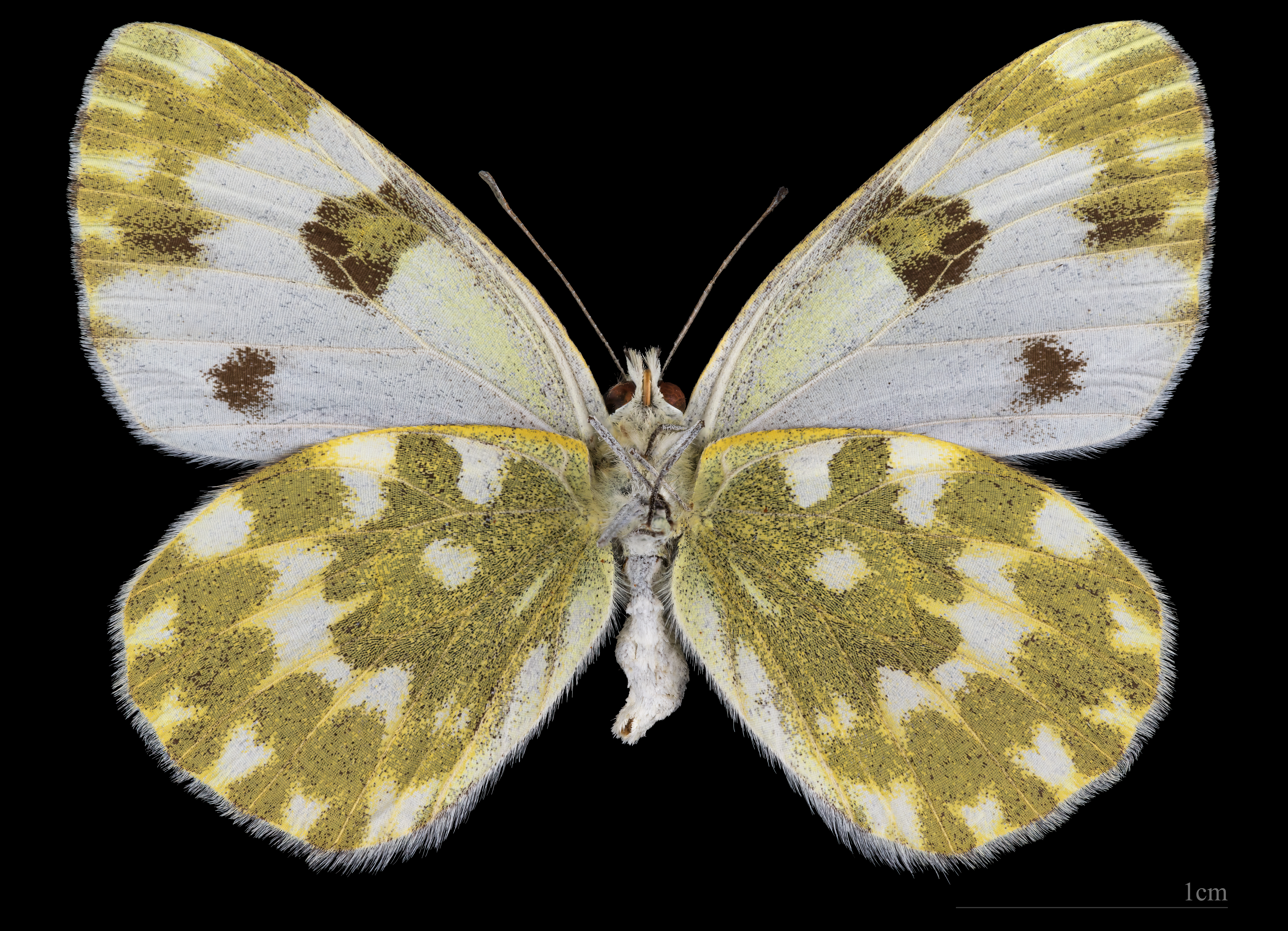
Pontia daplidice ♀  △

El anverso de las alas anteriores de los machos es blanco con mancha negra al final de la celda. En la zona postdiscal aparecen manchas negruzcas entre E3 y E7. En la zona submarginal, al final de las venas V3 a V7 aparecen manchas irregulares gris ceniza. Alas posteriores blancas que trasparentan las formas y manchas de su reverso.
El reverso alar es blanco y oro verde. Las anteriores son blancas con la costa grisácea y una mancha negra al final de la celda. La zona basal es amarilla, y en la postdiscal blanca aparecen sendos puntos negros en E3 y en E1b, y manchas verdes con escamas amarillas entre los espacios E3 y E7. También manchas de ese color al final de las venas V3 a V7. 
Las posteriores son oro verde con manchas blancas o amarillentas. La zona discal tiene una mancha blanca en la celda, otra en E7 y otra entre E6 y E7. En la zona postdiscal aparece una pequeña mancha blanquecina o amarilla en E1b. En la zona submarginal también aparecen manchas blancas en E1b, E1 y de E2 a E5.
Las alas de las hembras son similares, con las manchas de mayor tamaño. En el anverso de las anteriores aparece una mancha en E1b negra.
Como en el resto de especies de su familia, los imagos tienen la cabeza pequeña, con antenas terminadas en maza, y unos palpos bien desarrollados. Los tres pares de patas son funcionales. Sus alas anteriores forman un ángulo agudo en su base, mientras que las posteriores, que tienen una superficie alar mayor, son redondeadas. Son característicos dos nervios anales en las alas posteriores.

## Ciclo biológico y alimentación

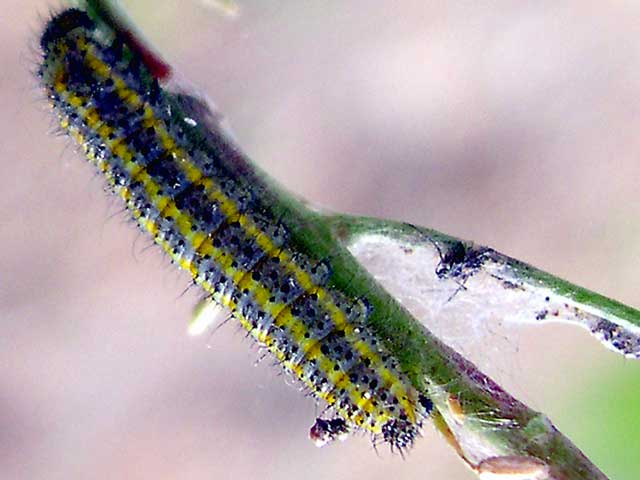
Oruga de P. daplidice

En los lugares donde el clima es favorable es una especie trivoltina con una primera generación que vuela durante la primavera. La segunda generación aparece antes del verano y la tercera a finales del verano.

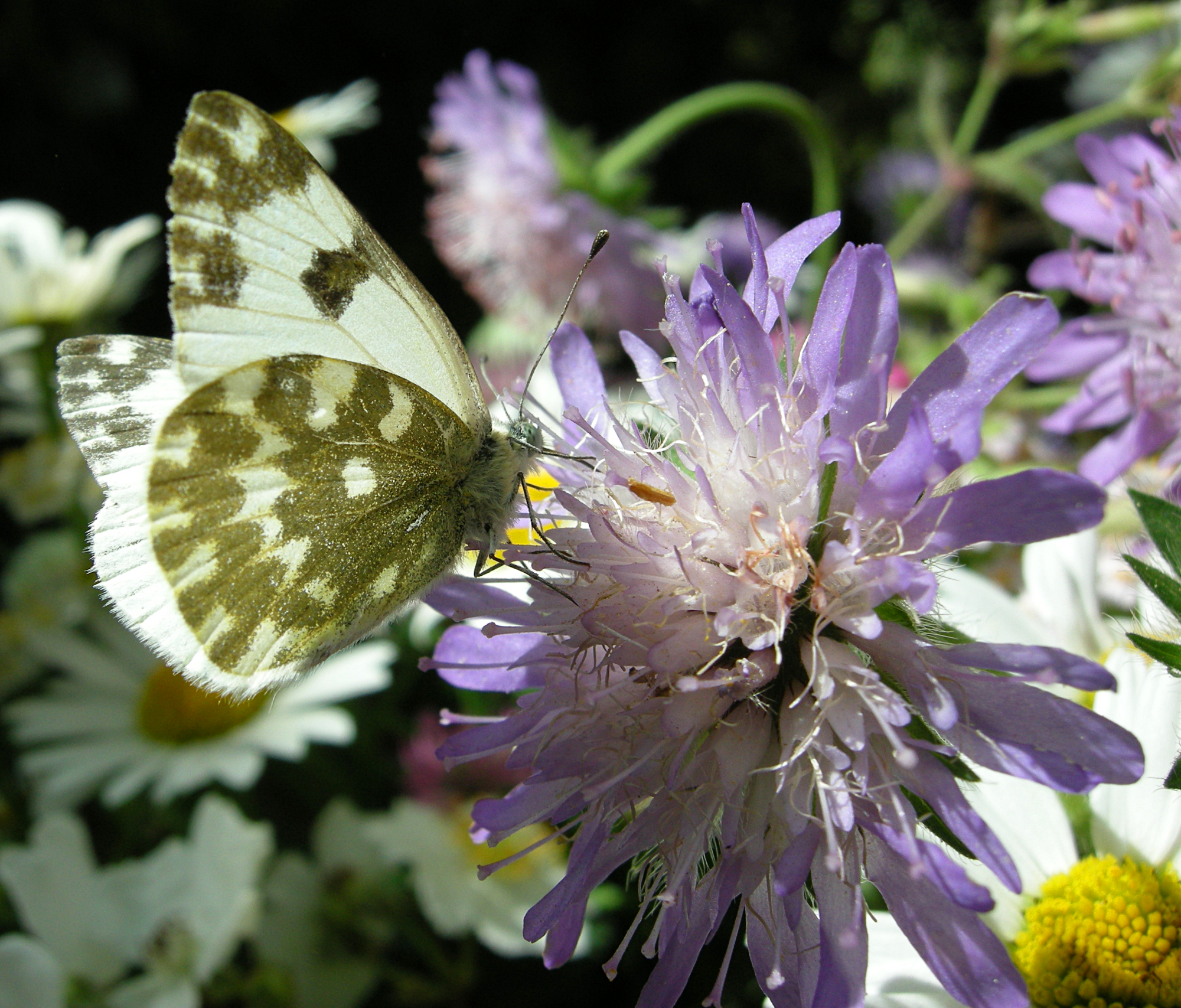
P. daplidice sobre dipsacácea

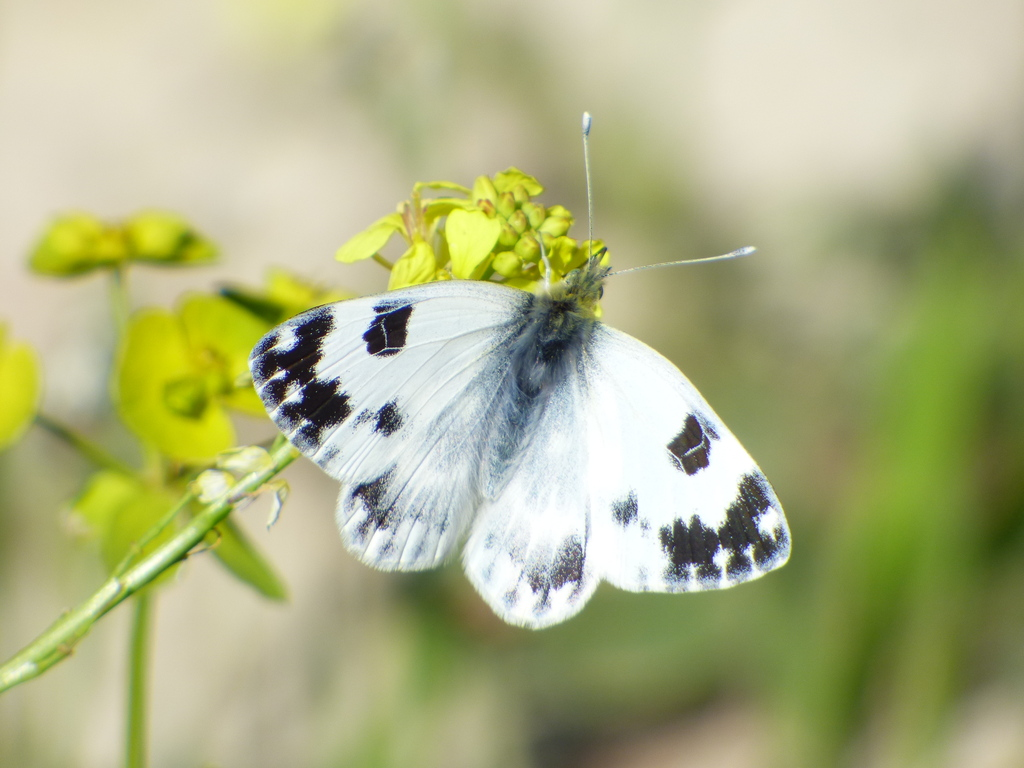
Imago de Pontia daplidice fotografiado en Teatinos, Málaga.

Sus plantas nutricias son crucíferas (Sinapis arvensis, Biscutella auriculata, B. valentina, Sisymbrium irio, S. austriacum) y resedáceas (Reseda phyteuma, R. luteola).
La hembra pone los huevos de forma individual sobre hojas, flores o semillas de la planta nutricia. Las orugas se desarrollan en un mes, excepto las de la última generación que hibernan en estado de crisálida.

## Distribución y hábitat
Especie cosmopolita, su rango de distribución abarca el Norte de África y Etiopía, Europa —hasta el paralelo 66° y más abundante al sur de los Alpes—, sur de Rusia occidental y Asia central hasta Mongolia, Asia Menor, India, Pakistán, Japón, norte de Tailandia y Camboya. Las poblaciones más septentrionales se nutren de las migraciones desde el sur y muchos años, cuando las condiciones son adversas, son sus únicos reclutamientos.
Su hábitat son zonas soleadas, tanto en cerros, bosques, claros de bosque, riberas, como en praderas o tierras en barbecho, con gran cantidad de flores.

## Sistemática y taxonomía
Inicialmente descrita fue como Papilio daplidice por Linneo en 1758. Posteriormente fue adscrita al género Pontia.
Sinonimia
- Papilio daplidice Linnaeus, 1758
- Papilio bellidice Brahm, 1804
- Papilio belemida Hübner, [1836-1838]
- Pieris daplidice var. albicide Oberthür, 1881
- ?Leucochloe daplidice var. jachontovi Krulikowsky, 1908
- Pontia daplidice f. nitida Verity, 1908
- Leucochloe daplidice f. hiberna Chnéour, 1934
- Pontia daplidice albidice gen. vern. virescentior Rothschild, 1925

Subespecies
- P. d. moorei (Röber, [1907])
- P. d. moorei
- P. d. avidia (Fruhstorfer, 1908)
- P. d. amphimara (Fruhstorfer, 1908)
- P. d. nubicola (Fruhstorfer, 1908)
- P. d. laenas (Fruhstorfer, 1908)
- P. d. praeclara (Fruhstorfer)
- P. d. aethiops (de Joannis & Verity, 1913)
- P. d. daplidice Winhard, 2000